# Stahl Judenburg

Judenburg mit dem Stahlwerk (mittig rechts)

Das Unternehmen Stahl Judenburg, ehemals Steirische Gußstahlwerke Judenburg, ist ein Produzent von Stahl- und Edelstahlprodukten im obersteirischen Judenburg und gehört heute zur Georgsmarienhütte Unternehmensgruppe.

## Geschichte

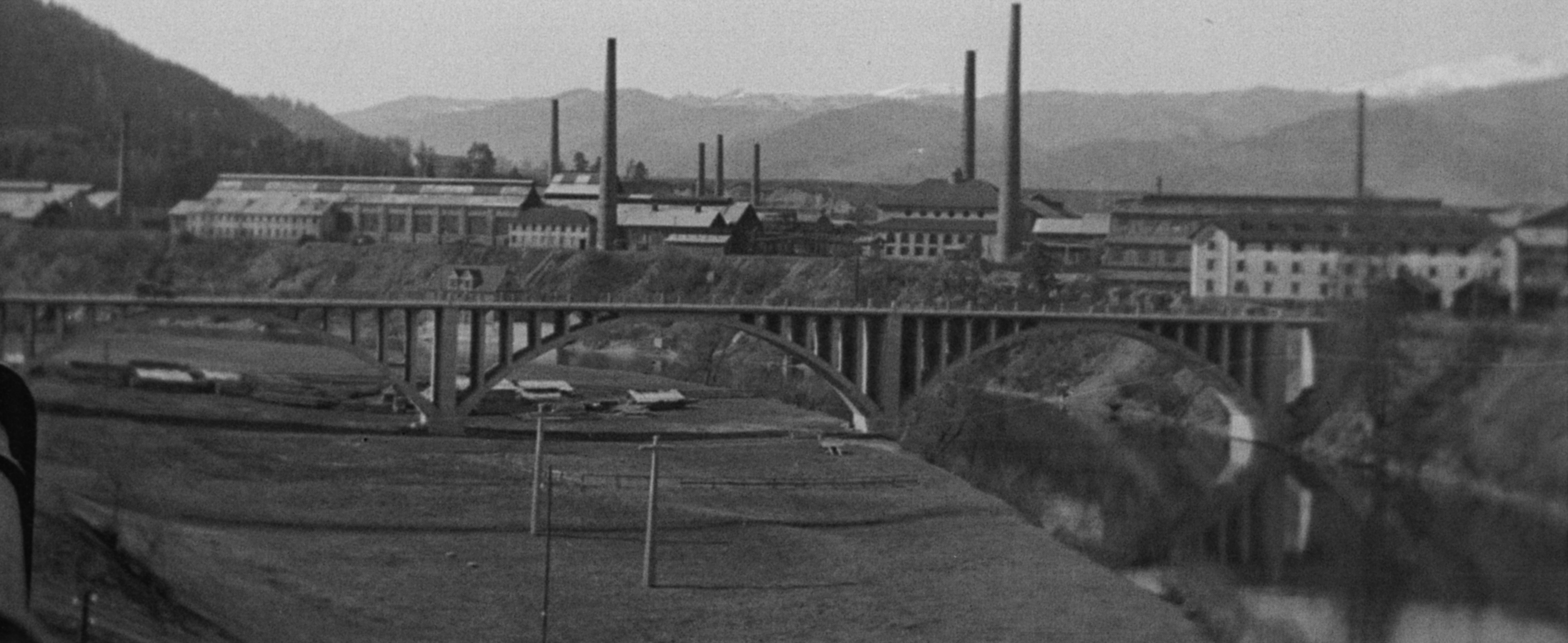
Murbrücke und Stahlwerk im Jahr 1912

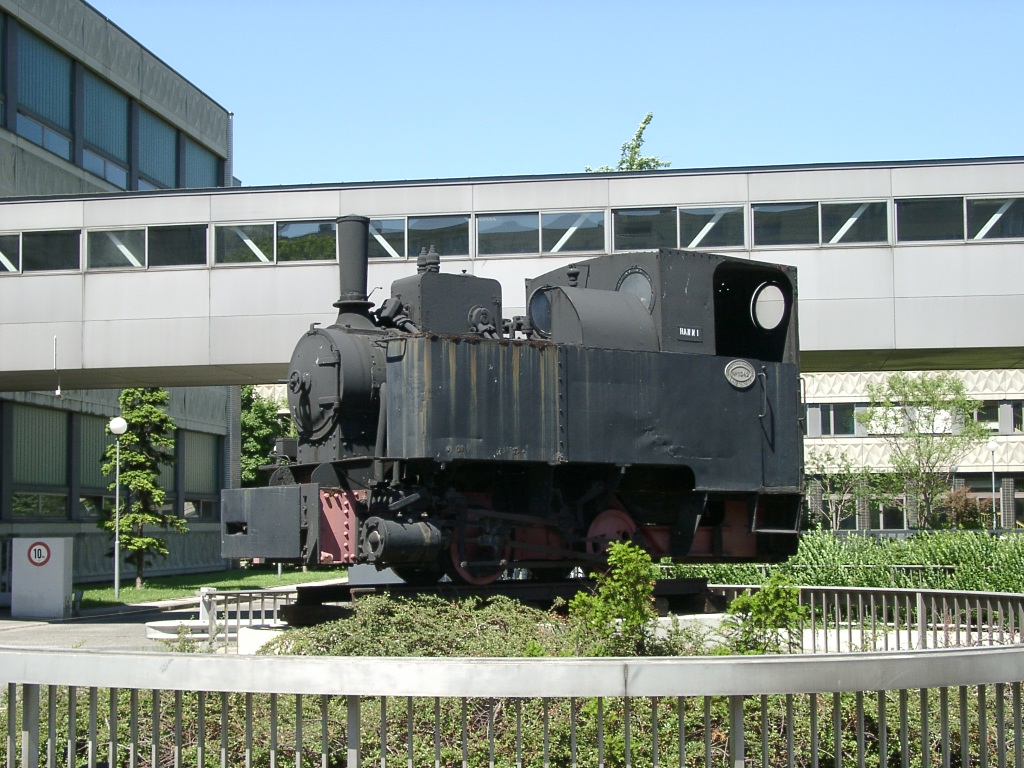
Ehemalige schmalspurige Werkslok „Hanni“ vor dem TGM in Wien

Das Unternehmen wurde 1906 von Sebastian Danner, vormaliger Direktor der Poldihütte in Kladno, gemeinsam mit dem Unternehmer Kurt Wittgenstein, Sohn des Stahlmagnaten Karl Wittgenstein, als Steirische Gußstahlwerke Danner & Co. gegründet. Bei der Standortwahl dürfte die verkehrsmäßig günstige Anbindung an die Rudolfsbahn sowie die dadurch bedingte Nähe zum Kohlebergbau Fohnsdorf, der Obersteirischen Eisenindustrie und den Erzabbaustätten am Erzberg und Hüttenberger Erzberg ausschlaggebend gewesen sein. Die Werksanlagen umfassten zu Beginn ein Stahlwerk mit zwei Siemens-Martin-Öfen und einem Elektroofen, dem damals ersten in Österreich-Ungarn. Weiters gab es ein Walzwerk, eine Streckstahlschmiede mit Presswerk sowie eine Federn-Fertigung. Es wurde zunächst vor allem Bau- und Werkzeugstahl sowie Autofedern erzeugt.
Recht bald war das 1914 in eine Aktiengesellschaft unter dem Namen Steirische Gußstahlwerke AG umgewandelte Unternehmen mit seinem als „Styria Stahl“ vermarkteten Produkten sehr erfolgreich, zu Beginn des Ersten Weltkrieges arbeiteten rund 700 Arbeiter im Werk. Der Export erfolgte über 21 Auslandsfilialen nach ganz Europa. Während des Krieges als Rüstungsunternehmen tätig, wurde die Aktienmehrheit 1916 von den Steyr-Werken, der Allgemeinen Bodencreditanstalt und der Creditanstalt übernommen. Steyr erweiterte und gestaltete die Produktion fast vollkommen um und ließen hier nun vor allem für ihren Automobilbau notwendige Vorprodukte herstellen. Der Mitarbeiterstand war in dieser Zeit auf über 1000 Personen angestiegen und konnte trotz der wirtschaftlich schwierigen Nachkriegsjahre bis weit in die Zwischenkriegszeit gehalten werden. Der Export wurde nach Übersee ausgedehnt und die Produktion von Dampfbetrieb auf elektrischen bzw. Druckluftbetrieb umgestellt.
Die Weltwirtschaftskrise führte zur Krise der Steyr-Werke und dem Zusammenbruch der Bodencreditanstalt, es folgte die Übernahme der Aktienmehrheit durch die Creditanstalt. 1932 arbeiteten lediglich 500 Personen im Werk. In den folgenden Jahren bis zum Anschluss Österreichs ging es jedoch wieder spürbar bergauf, der Export konnte auf Asien, Lateinamerika und Afrika ausgedehnt werden und der Mitarbeiterstand erreichte wieder um die 1000 Arbeiter. Ein Hammerwerk in Köln wurde errichtet. Nach dem Anschluss an das Deutsche Reich wurden die Steirischen Gußstahlwerke Teil der Reichswerke Hermann Göring und zum Rüstungsbetrieb ausgebaut. Es wurden nun – unter Einsatz von Zwangsarbeitern und Kriegsgefangenen, die in zwei eigenen Lagern nahe bzw. auf dem Gelände des Werkes untergebracht waren – vor allem verschiedene Gussteile aus hochwertigem Stahl gefertigt.

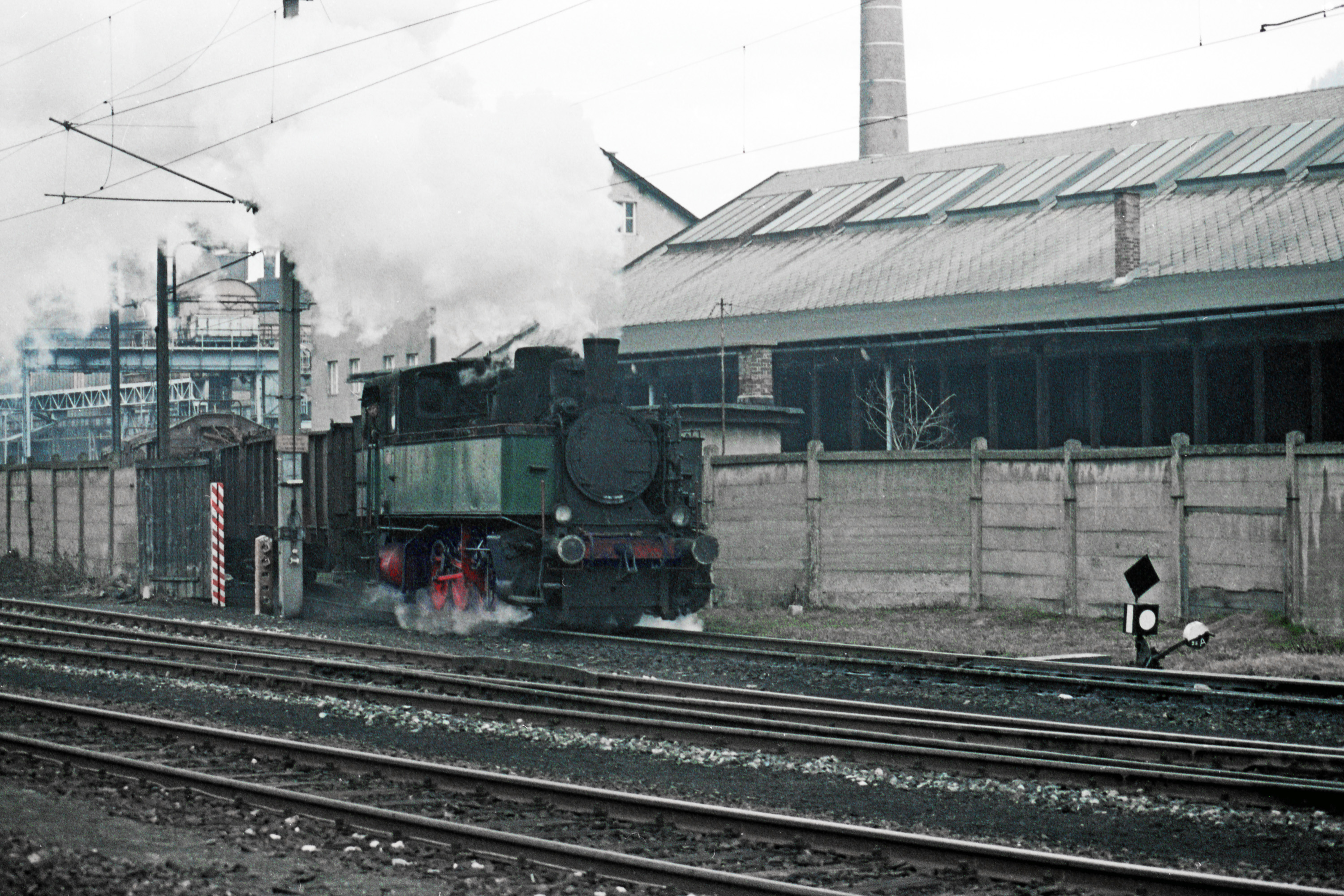
Normalspur-Werklok 400.1 (identisch mit ÖBB 92) zwischen Werk und Bahnhof Judenburg (30. März 1981)

In der Nachkriegszeit profitierte das nun zum Konzern der inzwischen verstaatlichten Alpine-Montangesellschaft gehörende Unternehmen stark von der gestiegenen Nachfrage. Allerdings schrumpfte der Exportmarkt auf einige wenige europäische Länder zusammen. Ende des Jahres 1961 arbeiteten 2300 Beschäftigte bei den Steirischen Gußstahlwerken, zu Beginn der 1970er Jahre waren es noch knapp über 2200. Die Ölkrise 1973/74 sorgte für einen Einbruch des Auftragslage in Judenburg und führte zu einer ersten Krise der Verstaatlichten Industrie. Im Zuge einer Reorganisierung wurden die Steirischen Gußstahlwerke als selbstständiges Unternehmen aufgelöst und 1975 mit Schoeller-Bleckmann sowie den Böhler-Werken zu den Vereinigten Edelstahlwerken (VEW), einer hundertprozentigen Tochter der VOEST-Alpine AG, fusioniert. Zu diesem Zeitpunkt arbeiteten noch rund 2000 Beschäftigte im Werk.
Dennoch schien es nicht gut um das Stahlwerk bestellt zu sein. Eine geplante Schließung konnte 1981 durch persönliche Intervention der Mitarbeiter bei Bundeskanzler Bruno Kreisky (es wurde mit einer Fahrt aller hiesigen Stahlarbeiter in Sonderzügen zu einer Demonstration nach Wien gedroht) und anschließenden Verhandlungen verhindert werden. Allerdings mussten zu Gunsten der Werke in Kapfenberg das Hammer- und Stahlwerk in Judenburg geschlossen werden, was einige Hundert Arbeitsplätze kostete. Man spezialisierte sich in den folgenden Jahren auf Blankstahl und erschloss sich mit der Produktion von Kolbenstangen einen neuen Kundenkreis.
1995 wurde das inzwischen in Stahl Judenburg umbenannte Unternehmen privatisiert und an die deutsche Georgsmarienhütte verkauft. Dieses investierte in die Erhaltung des Standortes und fertigt heute vor allem Blank- und Stabstahl  (Werkzeugstahl und Edelbaustahl), CNC-Komponenten und Kolbenstangen in Judenburg. Zu den Hauptabnehmern gehört die Automobilbranche, die Exportquote liegt bei 80 %. Zu den Kunden des Werkes gehören u. a. Volkswagen, BMW, Bosch und ZF Lenksysteme. Das Unternehmen ist heute der zentrale Arbeitgeber im Ort.